# Краиште (Благоевградская область)
Краиште (болг. Краище) — село в Благоевградской области Болгарии. Входит в состав общины Белица. Находится примерно в 4 км к югу от центра города Белица и примерно в 42 км к востоку от центра города Благоевград. По данным переписи населения 2011 года, в селе  проживало 2483 человека.

## Население
| Год     | 1956 | 1965 | 1975 | 1985 | 1992 | 2001 | 2011 |
| ------- | ---- | ---- | ---- | ---- | ---- | ---- | ---- |
| Жителей | 970  | 1306 | 1092 | 1488 | 1933 | 2187 | 2483 |

| Национальность  | Человек | Процент |
| --------------- | ------- | ------- |
| болгары         | 320     | 30,68%  |
| турки           | 670     | 64,24%  |
| другие          | 22      | 2,11%   |
| не определились | 31      | 2,97%   |
| Всего ответов   | 1043    |         |

|  |